# PCCカー (ヴィシナル)
この項目では、アメリカで開発された路面電車車両であるPCCカーのうち、ベルギーの狭軌鉄道網であったヴィシナル向けにアメリカから輸出された車両およびそれを基にベルギー国内で生産された車両について解説する。これらの車両はベルギーに初めて導入されたPCCカーであった。

## 概要
ヴィシナル（フランス語: Société nationale des chemins de fer vicinaux、SNCV、オランダ語: Nationale Maatschappij van Buurtspoorwegen、NMVB）は、かつてベルギー国鉄とは別に存在したベルギー国営の公共交通事業者で、最盛期にはベルギー全土に約4,800kmにも及ぶ軌間1,000 mmの鉄道網を有していた。1930年代以降は自動車の発展に伴い赤字路線の廃止が相次いだ一方、第二次世界大戦後からは路線電化などの近代化施策も行われるようになった。その過程で導入されたのが、アメリカで開発された高性能路面電車であるPCCカーである。
PCCカーは開発を手掛けたTRC社（Transit Research Corporation）が各地の鉄道車両メーカーとライセンス契約を結び、ライセンス料と引き換えにその技術を得るという形で生産が実施されていた。ベルギーでもBND（La Brugeoise et Nivelles et Delcuve）とACEC（Ateliers de Constructions Electriques de Charleroi）が1946年10月にTRC社との間でライセンス契約を結び、翌1947年にはアメリカのセントルイス・カー・カンパニーが最終組み立てまで実施した試作車（10419）が輸入され、ブリュッセルやリエージュで試験が実施された。そしてこれを基に、1949年から量産車24両（10395 - 10418）の製造が実施された。
これらの車両は北アメリカ各地に導入されたPCCカーを基に設計が行われ、車体長も北アメリカ向け車両と同様の全長14 m級であった一方、車幅はヴィシナルの車両限界に合わせて2,316 mmに狭められた。運転台は車体の片側のみに設置され、乗降扉も右側通行に対応し車体右側面のみに設置されていた。台車についてはアメリカのクラークが1,000mm軌間用に開発したB-6形台車を採用した。ドラムブレーキの駆動や扉の開閉、ワイパーの可動は全て電動式であった。

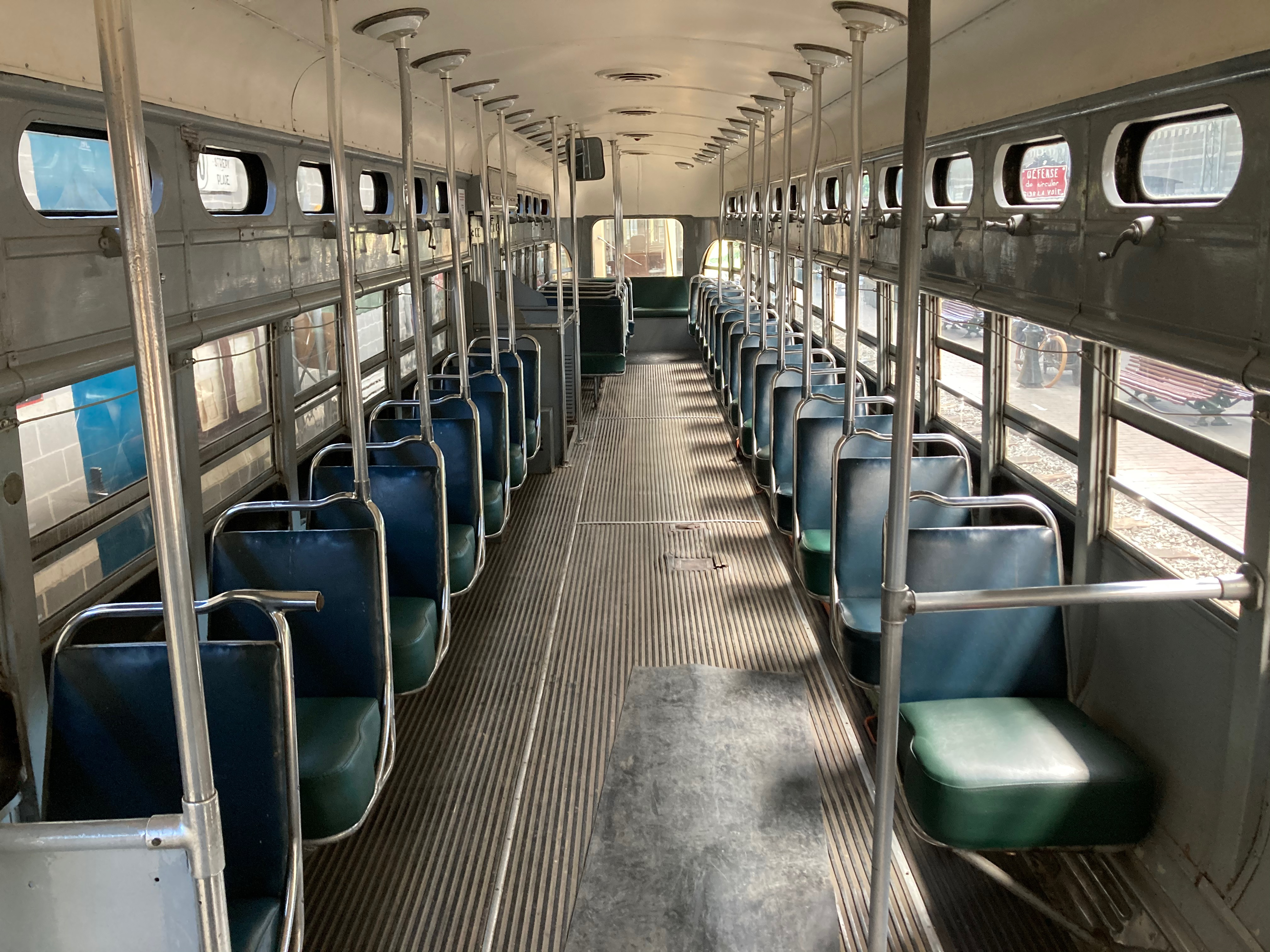
車内
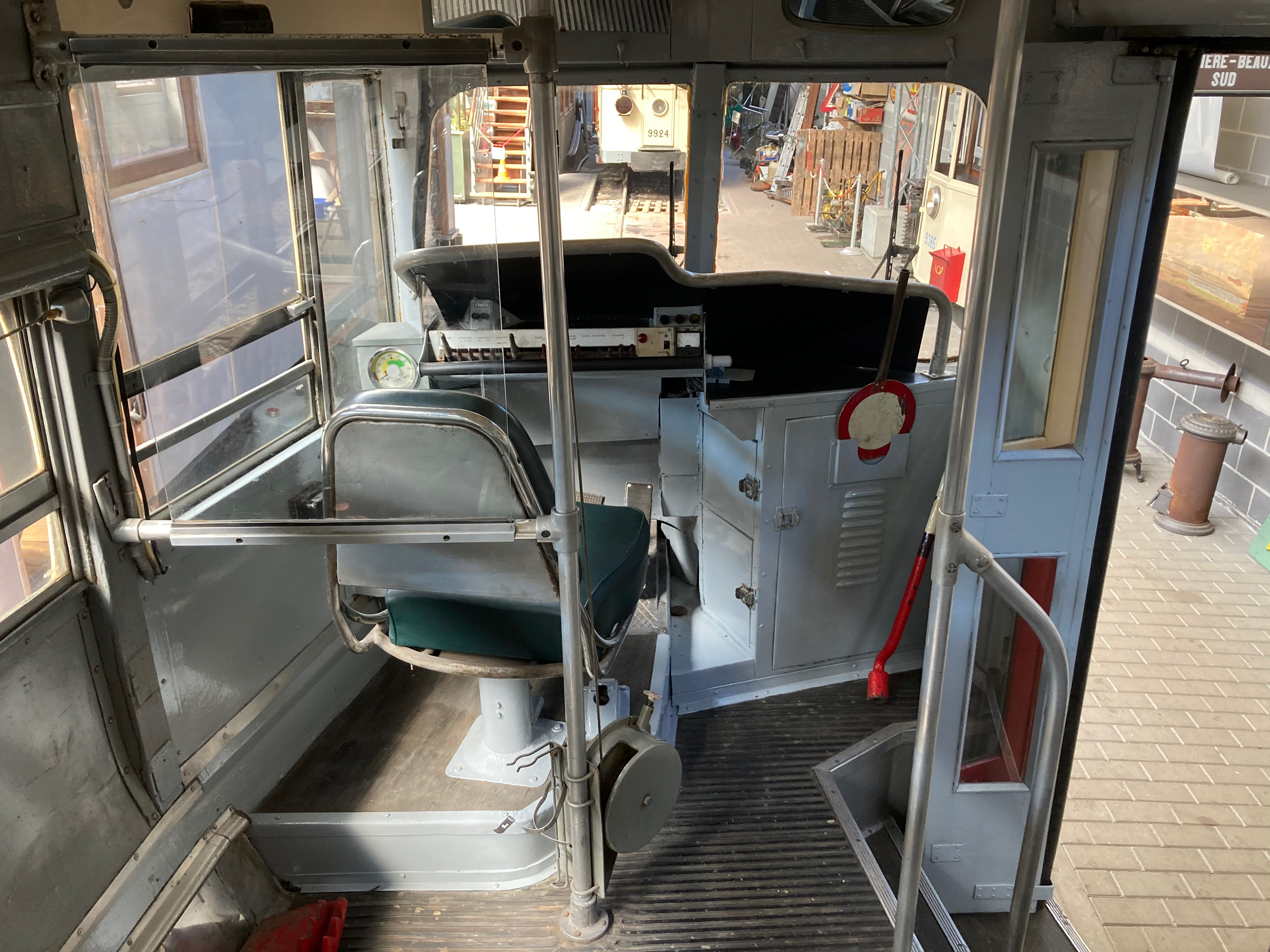
運転台
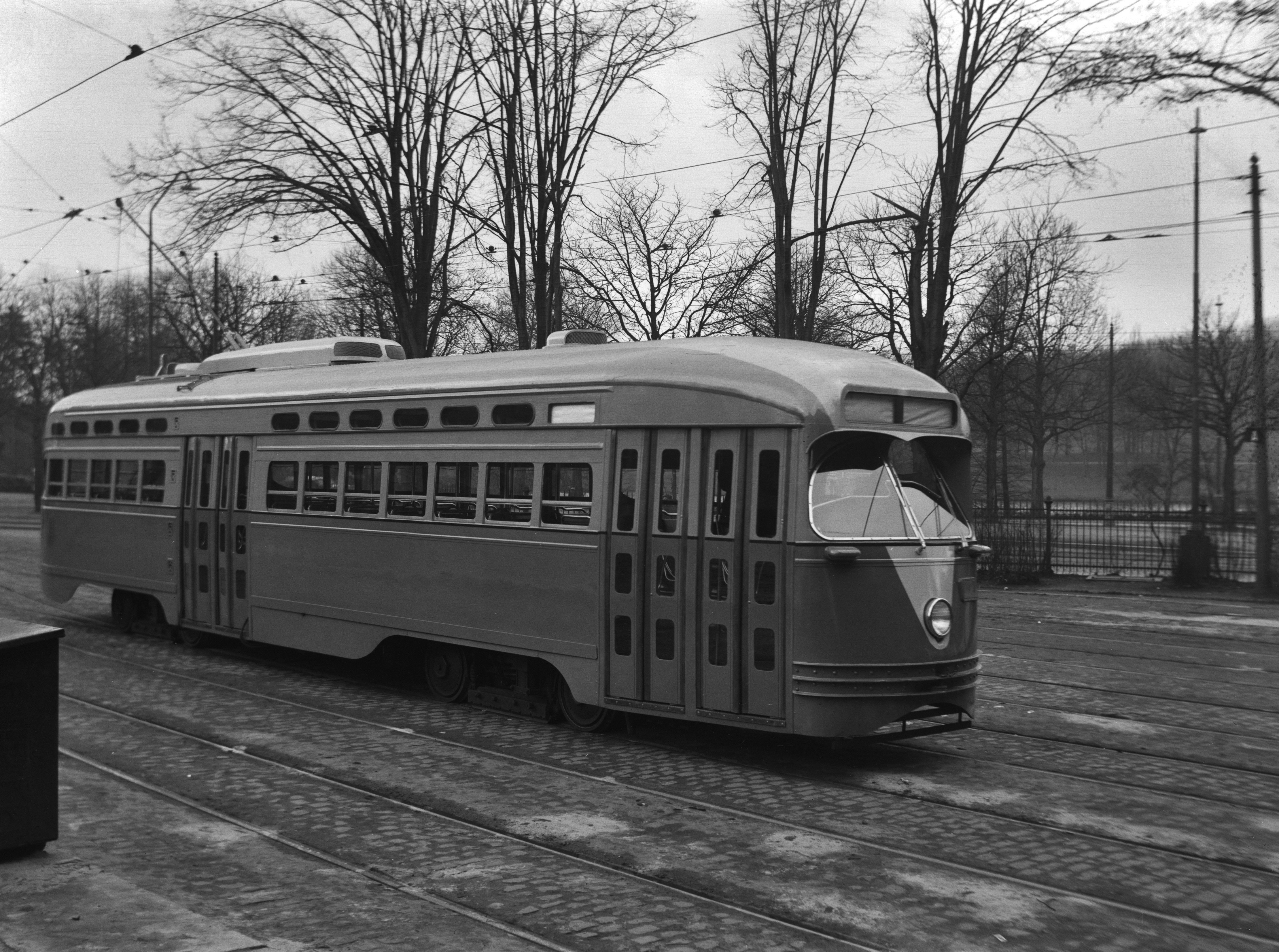
アメリカから輸入された試作車（1948年撮影）
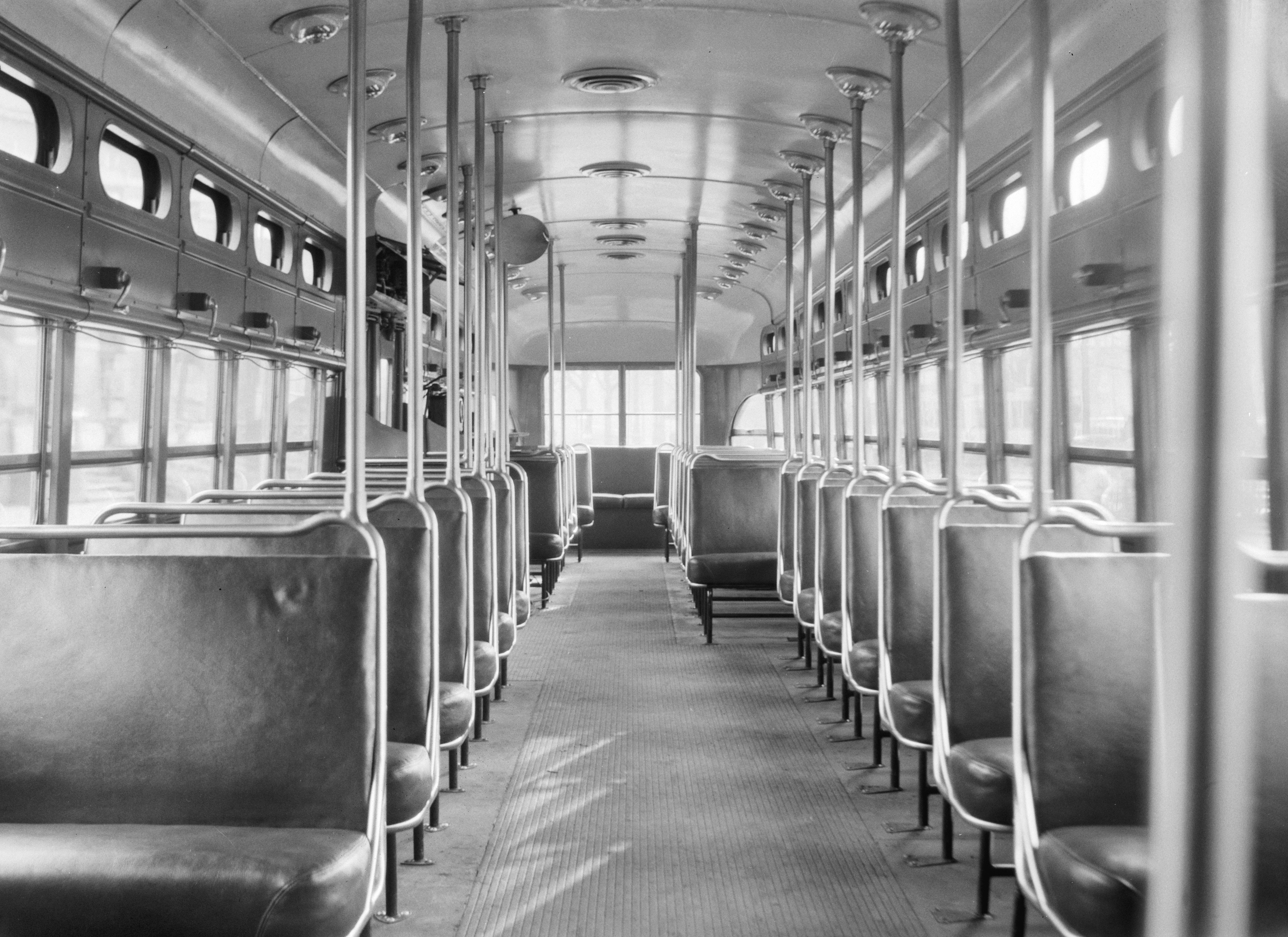
試作車の車内（1948年撮影）

## 運用
試作車は試験走行を終えた後の1948年、量産車は1950年から営業運転を開始した。登場当初の塗装はヴィシナルの標準塗装に合わせ全体がクリーム色であったが、1957年以降はヴィシナルが運営していた路線バスに合わせて車体の下半分が赤、上半分がクリーム色に変更された。
試作車は運行開始当初は現在のベルギー沿岸軌道で、1949年以降はルーヴェンで営業運転に用いられたが、その後運行を離脱し1953年に解体された。一方、量産車はブリュッセル近郊の路線で、後年はラ・ルヴィエールとシャルルロワを結ぶ系統で使用されたが、他車と仕様が異なっていた事や車内設備が主要系統における都市間輸送に適さなかった事から早期に運用から離脱し、1960年に24両ともユーゴスラビア（現：セルビア）・ベオグラードの路面電車へ譲渡され、1980年代まで使用された。
2019年現在、ベルギーに返還された量産車1両（10409）がチュワンにあるヴィシナル保存協会博物館で動態保存されている。

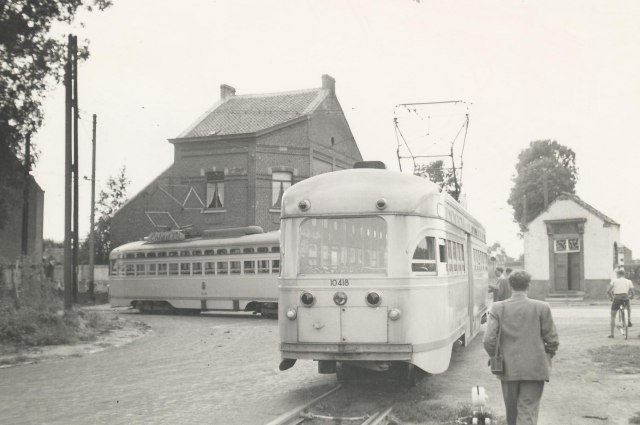
導入初期のPCCカー（後方）
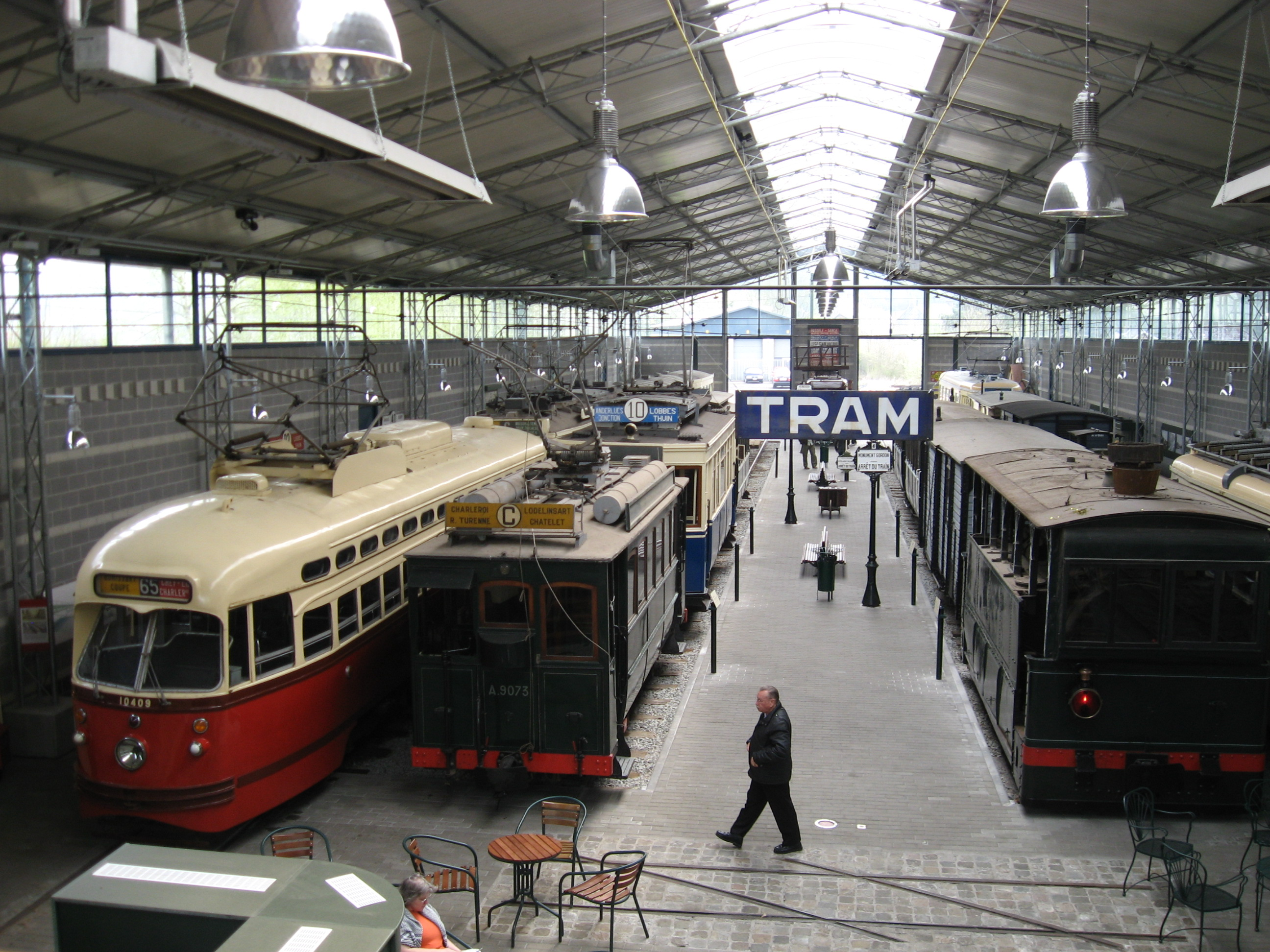
博物館に保存されている10409（左）（2009年撮影）